# Arioald

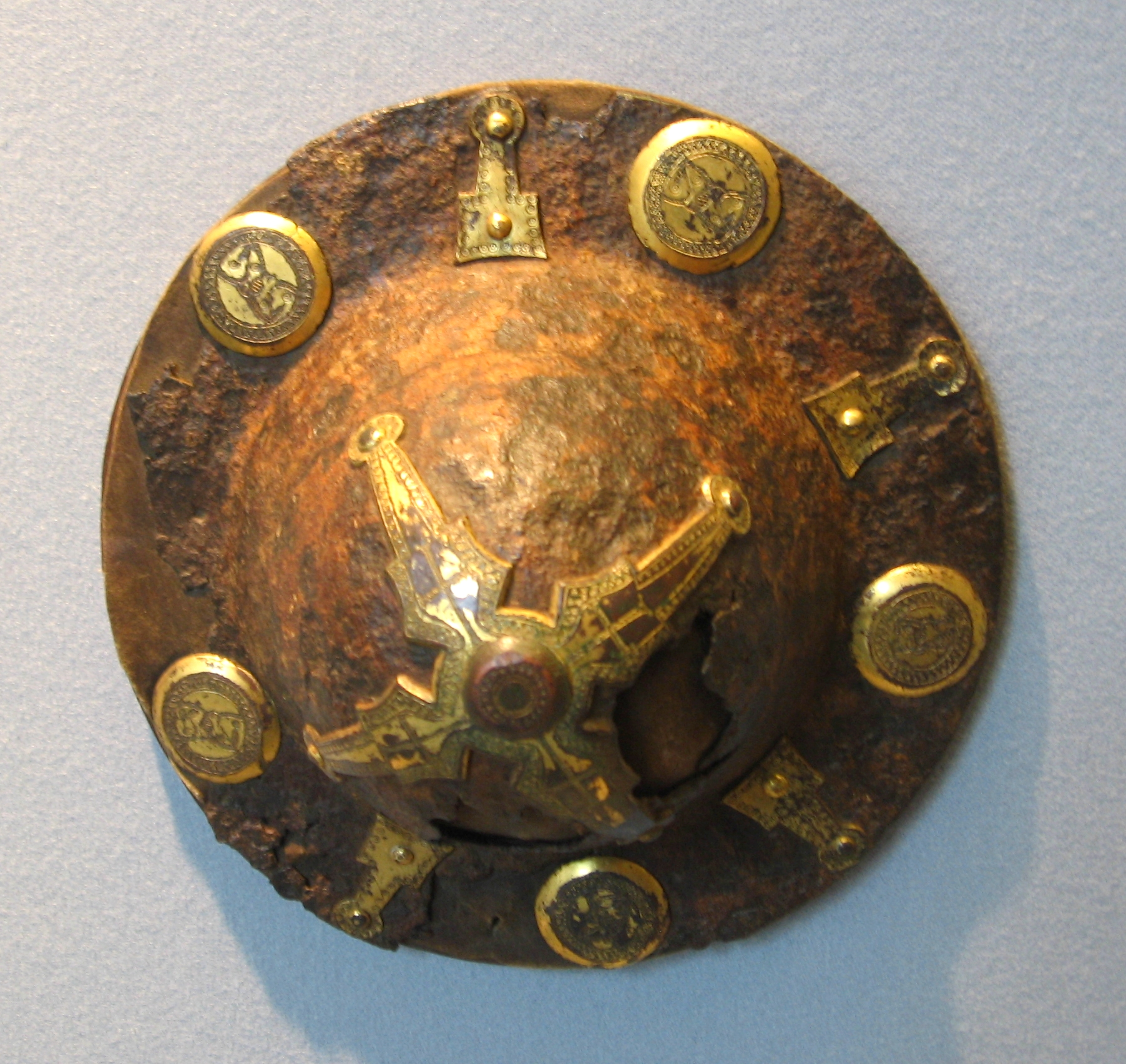
Ein Umbo (Schildbuckel) der Langobarden, Norditalien, 7. Jahrhundert

Arioald, auch Aroal, Charoald, Ariopalt, Ariwald, († 636) war bis 626 dux Taurinensium civitatis (Herzog der Stadt Turin) und in den Jahren 626 bis 636 König der Langobarden.

## Leben
Arioald stammte aus dem Geschlecht des Caupus (ex genere Caupus). Er bekleidete bis 626 das Amt des dux (Herzog) von Turin und war mit Gundeperga verheiratet, einer Schwester des Königs Adaloald. Er war, im Gegensatz zu seiner Frau und dem König, Arianer.
König Adaloald zeigte ab 624 Anzeichen einer Geisteskrankheit. In den Quellen kursieren verschiedene Berichte über die weiteren Ereignisse, doch sind diese widersprüchlich. Offenbar erhob sich gegen Adaloald bzw. die Politik seiner Mutter Theudelinde eine Opposition lombardischer Fürsten. Es kam wohl zu längeren Kämpfen zwischen den Aufständischen und dem König, in welchen der Papst zu Gunsten Adaloalds an den Exarchen Isaak nach Ravenna schrieb, während etliche schismatische Bischöfe den Usurpator Arioald unterstützten. Adaloald wurde 626 abgesetzt und sein Schwager Arioald zum König erhoben.
Über Arioalds zehnjährige Regierungszeit ist wenig überliefert. Seine Autorität gegenüber den langobardischen Herzögen war so schwach, dass die Verteidigung gegen die Awaren an der Nordost-Grenze den Herzögen von Friaul überlassen blieb. Nur innere Unruhen bei den Awaren verhinderten schwere Niederlagen des zerstrittene Langobardenreiches.
Einer Legende nach soll Arioald bei seiner Thronbesteigung vom Abt Attalo aus der Abtei Bobbio durch ein doppeltes Wunder bekehrt worden sein. Dieser erweckte den von Arioald ermordeten Mönch Blidulf zum Leben und befreite den König von einer Besessenheit, der er als Strafe für den Mord verfallen war.
In religiösen Fragen war Arioald tolerant. Als der schismatische Bischof von Dertona von ihm die Aufsicht über das Kloster Bobbio übertragen haben wollte, während die Mönche die klösterliche Selbständigkeit, die sich Columban nach irischer Tradition gewahrt hatte, verteidigten, erklärte Arioald, dass es Aufgabe der Synoden sei, innere Streitigkeiten des Klerus zu klären. Das Kloster wurde 628 dem Papst unterstellt und dadurch ein Vorposten des Katholizismus im Langobardenreich.
Seine Frau Gundeperga beschuldigte er des Ehebruchs und kerkerte sie drei Jahre in Laumellum (Lomello) ein, ließ sie dann aber auf Intervention des Merowingers Chlothar II. wieder frei.
Mit dem Frankenkönig Dagobert I. schloss er um 631 einen Bündnisvertrag und ging gemeinsam mit ihm in einem Feldzug gegen das Slawenreich des Samo vor. Die Langobarden machten viele Gefangene, doch musste der Feldzug wegen hoher fränkischer Verluste abgebrochen werden.
Um 634 soll Arioald dem Exarchen Isaak ein Drittel des jährlichen Tributes erlassen haben, damit dieser den rebellischen dux Taso von Tuscien ermorde.
Nach Arioalds Tod 636 wurde Rothari, der Herzog von Brescia, zu seinem Nachfolger gewählt.
Der Sage nach soll Gundeperga, die verwitwete Königin, Rothari nach Brescia gerufen haben. Sie forderte ihn auf, seine Frau zu verstoßen, sie zu heiraten und als König zu herrschen. Rothari willigte ein und wurde vom langobardischen Adel zum König gewählt.